# Теорема Левінсона
Теорема Левінсона — визначає умови того, що дві системи асимптотично еквівалентні.

## Формулювання теореми
Нехай розв'язки системи
{\displaystyle {\frac {dx}{dt}}=Ax,\quad (1)}
де {\displaystyle A} — стала {\displaystyle (n\times n)}-матриця, обмежені на {\displaystyle [0,\infty )}.
Тоді система
{\displaystyle {\frac {dy}{dt}}=[A+B(t)]y,\quad (2)}
де {\displaystyle B(t)\in C[0,\infty )} та
{\displaystyle \int _{0}^{\infty }\lVert B(t)\rVert \,dt<\infty ,\quad (3)}
асимптотично еквівалентна системі {\displaystyle \quad (1)}.

## Доведення
(Ідея викладеного нижче доведення належить Брауеру)
Оскільки розв'язки системи {\displaystyle \quad (1)} обмежені, то характеристичні корені {\displaystyle \lambda \ (A)} матриці {\displaystyle A}  задовольняють рівність
{\displaystyle Re\lambda \ (A)\leq \ 0,}
причому характеристичні корені з нульовими дійсними частинами мають прості елементарні дільники.
Без обмеження загальності припустимо, що матриця {\displaystyle A}  має квазідіагональний вигляд
{\displaystyle \quad A=diag(A_{1},A_{2}),\quad (4)}
де {\displaystyle \quad A_{1}}  та {\displaystyle \quad A_{2}} -- відповідно, {\displaystyle (p\times p)}- та {\displaystyle (q\times q)}-матриці {\displaystyle \quad (p+q)} такі, що
{\displaystyle Re\lambda \ (A_{1})<-\alpha <\ 0,}
{\displaystyle Re\lambda \ (A_{2})=0,\quad (5)}
Дійсно, це можна отримати за допомогою простих перетворень {\displaystyle \xi \ =S{\boldsymbol {x}},} та {\displaystyle \eta \ =S{\boldsymbol {y}},} де {\displaystyle \quad S} — стала {\displaystyle (n\times n)}-матриця, причому взаємно однозначна відповідність між новими інтегральними кривими {\displaystyle {\boldsymbol {\xi }}(t)\Longleftrightarrow {\boldsymbol {\eta }}(t)} індукує взаємно однозначну відповідність між старими інтегральними кривими {\displaystyle {\boldsymbol {x}}(t)=S^{-1}\xi (t)\Longleftrightarrow S^{-1}\eta (t)={\boldsymbol {y}}(t)}.
Крім того, з граничного відношення {\displaystyle {\boldsymbol {\xi }}(t)-{\boldsymbol {\eta }}(t)\to 0,} при {\displaystyle t\to \infty } очевидно, випливає граничне відношення
{\displaystyle {\boldsymbol {x}}(t)-{\boldsymbol {y}}(t)\to 0,} при {\displaystyle t\to \infty }.
{\displaystyle \quad 1)}  Нехай {\displaystyle \quad X(t)=diag(e^{tA_{1}},e^{tA_{2}})} — фундаментальна матриця системи {\displaystyle \quad (1),} нормована в нулі: {\displaystyle \quad X(t)=E,} та {\displaystyle \quad I_{1}=diag(E_{p},0),}
та {\displaystyle \quad I_{2}=diag(0,E_{q}),} де {\displaystyle \quad E_{q}} та {\displaystyle \quad E_{p}} — одиничні матриці відповідних порядків q та p, при тому, очевидно, {\displaystyle \quad I_{1}+I_{2}=E_{n}.}
Покладемо {\displaystyle \quad X(t)=X_{1}(t)+X_{2}(t),} де {\displaystyle \quad X_{1}(t)=X(t)I_{1}\equiv diag(e^{tA_{1}},0),}
та {\displaystyle \quad X_{2}(t)=X(t)I_{2}\equiv diag(0,e^{tA_{2}})}.
Звідси матрицю Коши {\displaystyle \quad K(t,\tau )\equiv X(t)X^{-1}(\tau )=X(t-\tau )} можна представити у вигляді:
{\displaystyle \quad K(t,\tau )=X_{1}(t-\tau )+X_{2}(t-\tau ),}
причому за умови {\displaystyle \quad (5)} маємо
{\displaystyle \lVert X_{1}(t)\rVert =\lVert e^{tA_{1}}\rVert \leq ae^{-\alpha t},}
 при {\displaystyle 0\leq t<\infty }   {\displaystyle \quad (6)}

та  
{\displaystyle \lVert X_{2}(t)\rVert =\lVert e^{tA_{2}}\rVert \leq b,}
 при {\displaystyle -\infty <t<\infty } {\displaystyle \quad (7),} де {\displaystyle \quad a,b} - деякі додатні константи.
Використовуючи метод варіації довільних сталих, диференціальне рівняння {\displaystyle \quad (2)} можна записати в інтегральній формі
{\displaystyle \quad y(t)=X(t-t_{0}){\boldsymbol {y}}(t_{0})+\int _{t_{0}}^{t}X_{1}(t-\tau )B(\tau ){\boldsymbol {y}}(\tau )\,d\tau +}
{\displaystyle +\int _{t_{0}}^{t}X_{2}(t-\tau )B(\tau ){\boldsymbol {y}}(\tau )\,d\tau ,}
Оскільки матриця {\displaystyle \quad B(t)} абсолютно інтегровна на {\displaystyle [0,\infty ),} то всі розв'язки {\displaystyle {\boldsymbol {y}}(t)} системи {\displaystyle \quad (2)} обмежені на {\displaystyle [0,\infty ),}
і тому невласний інтеграл {\displaystyle \int _{t_{0}}^{\infty }X_{2}(t-\tau )B(\tau ){\boldsymbol {y}}(\tau )\,d\tau } є збіжним.
Звідси, враховуючи, що {\displaystyle \quad X_{2}(t-\tau )=X(t-\tau )I_{2}=X(t-t_{0})X(t_{0}-\tau )I_{2}=X(t-t_{0})X_{2}(t_{0}-\tau ),} наше інтегральне рівняння можна представити у вигляді
{\displaystyle \quad y(t)=X(t-t_{0})\left\lbrack {\boldsymbol {y}}(t_{0})+\int _{t_{0}}^{\infty }X_{2}(t_{0}-\tau )B(\tau ){\boldsymbol {y}}(\tau )\,d\tau \right\rbrack +}
{\displaystyle +\int _{t_{0}}^{t}X_{1}(t-\tau )B(\tau ){\boldsymbol {y}}(\tau )\,d\tau -\int _{t}^{\infty }X_{2}(t-\tau )B(\tau ){\boldsymbol {y}}(\tau )\,d\tau (8)}

Розв'язку {\displaystyle \quad {\boldsymbol {y}}(t)} системи {\displaystyle \quad (2)} з початковою умовою {\displaystyle \quad {\boldsymbol {y}}(t_{0})={\boldsymbol {y_{0}}}} співставимо розв'язок {\displaystyle \quad {\boldsymbol {x}}(t)} системи {\displaystyle \quad (1)} з початковою умовою 
{\displaystyle \quad {\boldsymbol {x}}(t_{0})={\boldsymbol {y_{0}}}(t_{0})+\int _{t_{0}}^{\infty }X_{2}(t-\tau )B(\tau ){\boldsymbol {y}}(\tau )\,d\tau (9)}
Оскільки розв'язки {\displaystyle \quad {\boldsymbol {x}}(t)} та {\displaystyle \quad {\boldsymbol {y}}(t)} повністю визначаються своїми початковими умовами, то формула {\displaystyle \quad (9)} встановлює однозначну відповідність між множиною всіх розв'язків {\displaystyle \lbrace {\boldsymbol {y}}(t)\rbrace } системи {\displaystyle \quad (2)} та множиною розв'язків {\displaystyle \lbrace {\boldsymbol {x}}(t)\rbrace } (або її частиною) системи {\displaystyle \quad (1)}. Зауважимо, що відношення {\displaystyle \quad (9)} неперервне відносно початкового значення {\displaystyle \quad {\boldsymbol {y}}(t_{0})={\boldsymbol {y_{0}}}.}
{\displaystyle \quad 2)}  Покажемо, що відповідність між розв'язками {\displaystyle \quad {\boldsymbol {x}}(t)} та {\displaystyle \quad {\boldsymbol {y}}(t),} що визначається формулою {\displaystyle \quad (9),} є взаємно однозначним та розповсюджується на всю множину розв'язків {\displaystyle \lbrace {\boldsymbol {x}}(t)\rbrace }.

Нехай {\displaystyle \quad Y(t)} — фундаментальна матриця системи {\displaystyle \quad (1)} така, що {\displaystyle \quad Y(t_{0})=E} .Маємо 
{\displaystyle Y(t)=X(t-t_{0})+\int _{t_{0}}^{t}X(t-\tau )B(\tau )Y(\tau )\,d\tau .}
Але з нерівностей {\displaystyle \quad (6),(7)} випливає {\displaystyle \lVert X(t-t_{0})\rVert \leq max(a,b)=c,}   при  {\displaystyle t\geq t_{0}};
тому 
{\displaystyle \lVert Y(t)\rVert \geq c+\int _{t_{0}}^{t}c\lVert B(\tau )\rVert \lVert Y(\tau )\rVert \,d\tau }
та в силу леми Гронуолла-Беллмана знаходимо
{\displaystyle \lVert Y(t)\rVert \geq c\,\exp(\int _{t_{0}}^{t}c\lVert B(\tau )\rVert \,d\tau )\geq c\,\exp(c\int _{0}^{\infty }\lVert B(\tau )\rVert \,d\tau )=k,\quad }при {\displaystyle t_{0}\geq t<\infty \qquad (10),}
причому константа {\displaystyle \quad k} за оцінкою {\displaystyle \quad (10)} не залежить від вибору початкового моменту {\displaystyle t_{0}(t_{0}\leq 0).}
Очевидно, маємо {\displaystyle {\boldsymbol {y}}(t)=Y(t){\boldsymbol {y}}(t_{0}).}
Тому з формули {\displaystyle \quad (9)} отримуємо {\displaystyle {\boldsymbol {y}}(t_{0})=\lbrack E+Z(t_{0})\rbrack {\boldsymbol {y}}(t_{0}),\quad } де {\displaystyle Z(t_{0})=\int _{t_{0}}^{\infty }X_{2}(t_{0}-\tau )B(\tau )Y(\tau )\,d\tau ,\quad } причому на основі {\displaystyle \quad (7),(10)} виводимо
{\displaystyle \lVert Z(t_{0})\rVert \geq \int _{t_{0}}^{\infty }\lVert X_{2}(t_{0}-\tau )\rVert \lVert B(\tau )\rVert \lVert Y(\tau )\rVert \,d\tau \geq bk\int _{t_{0}}^{\infty }\lVert B(\tau )\rVert \,d\tau \quad (12).}
Оскільки матриця {\displaystyle \quad B(t)} абсолютно інтегровна на {\displaystyle \quad [0,\infty )}, то {\displaystyle \int _{t_{0}}^{\infty }\lVert B(\tau )\rVert \,d\tau \to 0} при {\displaystyle t_{0}\to \infty }, отже, в силу {\displaystyle \quad (12)} початковий момент {\displaystyle \quad t_{0}} можна вибрати настільки великим, щоб мала місце нерівність {\displaystyle \det \lbrack E+Z(t_{0})\rbrack >0.(13)}
Надалі {\displaystyle \quad t_{0}\quad } будемо вважати фіксованим та припускати наявність нерівності {\displaystyle \quad (13)}. Звідси та з формули {\displaystyle \quad (11)} виводимо
{\displaystyle {\boldsymbol {y}}(t_{0})=\lbrack E+Z(t_{0})\rbrack <sup>-1</sup>{\boldsymbol {x}}(t_{0}).\qquad (14)}
Оскільки формули {\displaystyle \quad (11)} та {\displaystyle \quad (14)} рівносильні, то для кожного розв'язку {\displaystyle \quad {\boldsymbol {x}}(t)} системи {\displaystyle \quad (1)} з початковою умовою
{\displaystyle {\boldsymbol {x}}(t_{0})={\boldsymbol {x_{0}}}\quad } знайдеться тільки один розв'язок {\displaystyle {\boldsymbol {y}}(t)\quad } системи {\displaystyle \quad (2),} що відповідає встановленому вище відношенню, а саме, це розв'язок, початкова умова {\displaystyle {\boldsymbol {y}}(t_{0})\quad } якого визначається формулою {\displaystyle \quad (14).}
Відповідність між розв'язками {\displaystyle {\boldsymbol {x}}(t)} та {\displaystyle {\boldsymbol {y}}(t)}, що встановлюється формулами
{\displaystyle \quad (11)} та {\displaystyle \quad (14),\quad } — взаємно однозначна, тобто кожному розв'язку {\displaystyle {\boldsymbol {y}}(t)} відповідає один і тільки один розв'язок {\displaystyle {\boldsymbol {x}}(t)\quad }, і навпаки.
Відмітимо, що тривіальному розв'язку {\displaystyle {\boldsymbol {y}}\equiv 0\quad } відповідає тривіальний розв'язок {\displaystyle {\boldsymbol {x}}\equiv 0\quad } та в силу лінійності співвідношень {\displaystyle \quad (11)} та {\displaystyle \quad (14)} різними розв'язками {\displaystyle {\boldsymbol {y_{1}}}(t)} та {\displaystyle {\boldsymbol {y_{2}}}(t)\quad } системи {\displaystyle \quad (2),} відповідають різні розв'язки {\displaystyle {\boldsymbol {x_{1}}}(t)\quad } та {\displaystyle {\boldsymbol {x_{2}}}(t)\quad } системи {\displaystyle \quad (1),} і навпаки.
{\displaystyle \quad 3)} Для відповідних розв'язків {\displaystyle {\boldsymbol {x}}(t)\quad } та {\displaystyle {\boldsymbol {y}}(t)\quad } оцінимо норму їх різниці. Оскільки, це очевидно,
{\displaystyle {\boldsymbol {x}}(t)=X(t-t_{0}){\boldsymbol {x}}(t_{0}),\qquad } де {\displaystyle {\boldsymbol {x}}(t_{0})} визначається формулою {\displaystyle \quad (9)}, то з формули {\displaystyle \quad (8)} маємо
{\displaystyle {\boldsymbol {y}}(t)-{\boldsymbol {x}}(t)=\int _{t_{0}}^{t}X_{1}(t-\tau )B(\tau ){\boldsymbol {y}}(\tau )\,d\tau -\int _{t}^{\infty }X_{2}(t-\tau )B(\tau ){\boldsymbol {y}}(\tau )\,d\tau .}
Звідси, враховуючи, що
{\displaystyle \lVert {\boldsymbol {y}}(t)\rVert =\lVert Y(t){\boldsymbol {y}}(t_{0})\lVert \leq \lVert Y(t)\rVert \lVert {\boldsymbol {y}}(t_{0})\rVert \leq k\,\lVert {\boldsymbol {y}}(t_{0})\rVert ,} при {\displaystyle t\geq t_{0},}
на основі оцінок {\displaystyle \quad (6)} та {\displaystyle \quad (7)} отримуємо
{\displaystyle \lVert {\boldsymbol {y}}(t)-{\boldsymbol {x}}(t)\rVert \leq \int _{t_{0}}^{t}\lVert X_{1}(t-\tau )\rVert \lVert B(\tau )\rVert \lVert {\boldsymbol {y}}(\tau )\,d\tau +\int _{t}^{\infty }\lVert X_{2}(t-\tau )\rVert \lVert B(\tau )\rVert \lVert {\boldsymbol {y}}(\tau )\,d\tau \leq }
{\displaystyle \leq ak\,\lVert {\boldsymbol {y}}(t_{0})\lVert \int _{t_{0}}^{t}e^{-\alpha (t-\tau )}\lVert B(\tau )\rVert \,d\tau \,+\,bk\,\lVert {\boldsymbol {y}}(t_{0})\rVert \int _{t}^{\infty }\lVert B(\tau )\rVert \,d\tau .(15)}
Враховуючи абсолютну інтегровність матриці {\displaystyle \quad B(t)} при {\displaystyle t\geq 2t_{0}} маємо {\displaystyle \int _{t_{0}}^{t}e^{-\alpha (t-\tau )}\lVert B(\tau )\rVert \,d\tau =\int _{t_{0}}^{\frac {t}{2}}e^{-\alpha (t-\tau )}\lVert B(\tau )\rVert \,d\tau \,+\,\int _{\frac {t}{2}}^{t}e^{-\alpha (t-\tau )}\lVert B(\tau )\rVert \,d\tau \leq }
{\displaystyle \leq e^{-{\frac {\alpha t}{2}}}\int _{0}^{\infty }\lVert B(\tau )\rVert \,d\tau \,+\,\int _{\frac {t}{2}}^{t}\lVert B(\tau )\rVert \,d\tau \,<\varepsilon \,,} якщо {\displaystyle \quad t>T.}
Отже,
{\displaystyle \lim \limits _{t\to \infty }\int _{t_{0}}^{t}e^{-\alpha (t-\tau )}\lVert B(\tau )\rVert \,d\tau =0.}
Таким чином, з нерівності {\displaystyle \quad (15)} виводимо
{\displaystyle \lim \limits _{t\to \infty }[x(t)-y(t)]=0,}
тобто системи {\displaystyle \quad (1)} та {\displaystyle \quad (2)} асимптотично еквівалентні.
Доведено.